# Antoni Maria Alcover
Antoni Maria Alcover (ur. 1862, zm. 1932) – pochodzący z Majorki pisarz, językoznawca, leksykograf, etnograf.
Autor pracy Qüestions de Llengua i Literatura Catalana (1906) i antologii Rondaiaes mallorquines. Wraz z Francesc de B. Mollem stworzył słownik Diccionari Catalá-Valenciá-Balear, zbierający warianty słownictwa Walencji, Balearów i Katalonii. Był pierwszym kapłanem, który złamał wprowadzony w 1703 roku zakaz używania języka katalońskiego w kazaniach.